# 에번즈빌 선더볼츠
| 에번즈빌 선더볼츠 |                                 |
| 설립연도          | 2016년                          |
| 해체연도          |                                 |
| 역사              | 에번즈빌 선더볼츠 (2016년~현재) |
| 경기장            | 포드 센터                       |
| 연고지            | 인디애나주 에번즈빌             |
| 상징색            | 빨강, 하양, 파랑                |
| 구단주            | VW 스포츠, LLC.                 |
| 단장              | 피터 산더                       |
| 감독              | 제프 파일                       |
| 정규시즌 우승     |                                 |
| 플레이오프 우승   |                                 |
| 영구 결번         |                                 |

에번즈빌 선더볼츠(Evansville Thunderbolts)는 미국 인디애나주 에번즈빌을 연고지로 하는 SPHL 소속 아이스 하키팀이다.

## 역대 홈경기장
| 경기장            | 사용기간    | 수용인원 | 장소                | 비고 |
| ----------------- | ----------- | -------- | ------------------- | ---- |
| 에번즈빌 선더볼츠 |             |          |                     |      |
| 포드 센터         | 2016년~현재 | 9,000명  | 인디애나주 에번즈빌 | 빈칸 |